# Munkholmen, Värmdö
För andra betydelser, se Munkholmen.
Munkholmen är en ö öster om Björnö i Värmdö kommun. Ön är privatägd och ingår inte i Björnö naturreservat, men den har en välskyddad och populär naturhamn där Skärgårdsstiftelsen underhåller  ett utedass och en grillplats.

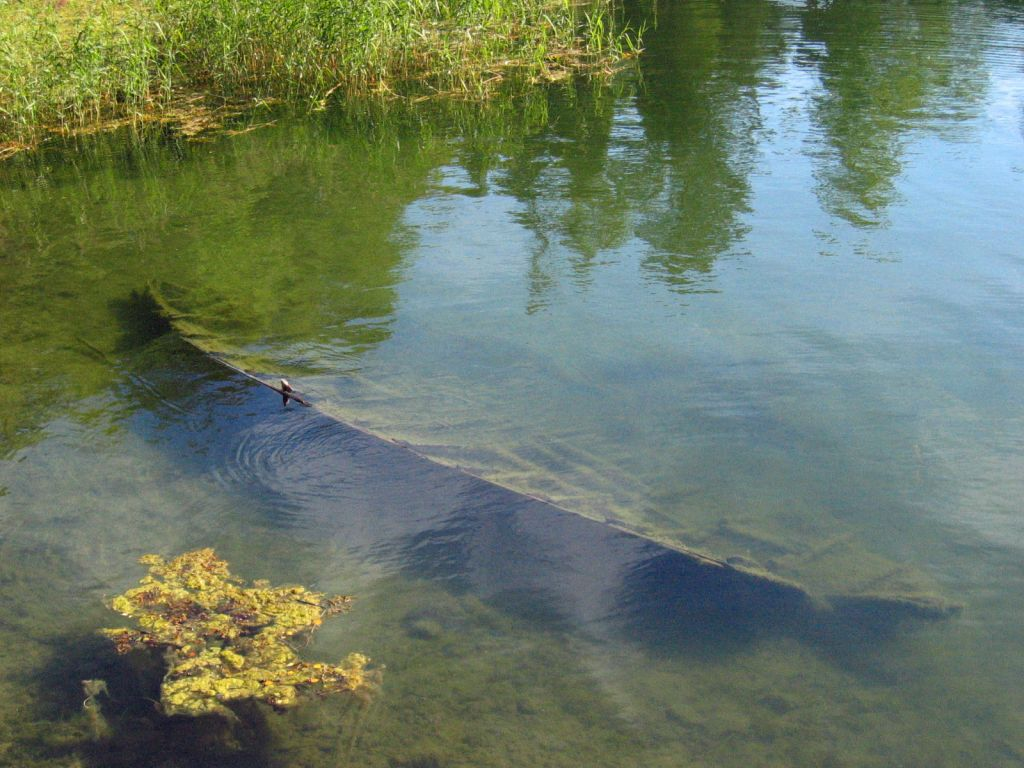
Vraket av en gammal skötbåt i naturhamnens innersta vik.